# Шимко, Андрей Николаевич
Андрей Николаевич Шимко (род. 1969) — российский актёр театра и кино.

## Биография
Родился 22 августа 1969 года в станице Атаманская Павловского района Краснодарского края.
С 1978 г. жил в г. Первоуральске Свердловской области, где участвовал в постановках народного театра «Вечерний проспект», художественный руководитель А. С. Кофман. Играл в спектаклях: «Где твой брат Авель» Ю. Эдлиса (Каин), «Приговор» С. Варфоломеева (Степан), «К вам сумасшедший» С. Злотникова (Сумасшедший). В 1990 г. за роль Каина был удостоен диплома «За лучшую мужскую роль» на фестивале народного творчества в г. Ленинграде.
В 1996 году окончил театральный институт «Школа Русской драмы» (Ректор института — н. а. СССР, лауреат Государственной премии, Герой Соц. Труда, И. О. Горбачев) — курс з. а. РФ С. С. Сытника, преподаватели М. В. Левченко и С. Д. Бызгу. Сыгранные роли: «Убийство на улице Лурсин» Э. Лабиш (Ланглюме), «Счастливые нищие» К. Гоцци (Мудзафер), «Нахлебник» И. С. Тургенев (Кузовкин), «Беда от нежного сердца».
С 1996 г. служил в «Детском театре на Неве». Сыгранные роли: «Золушка» (Маркиз Па де Труа), «Кот в сапогах» (Кот) и другие.
С 1997 по 2002 гг. — в театре «Комедианты».
С 1999 г. — в театре «Фарсы».
С 1999 года преподавал в театральном институте «Школа русской драмы» (курс С. С. Сытника), где поставил дипломный спектакль «За двумя зайцами».
Преподает совместно с С. Д. Бызгу и О. Карленко в детской театральной студии «Театр-класс».
С 2005 по 2008 гг. — актёр Государственного Молодёжного театра на Фонтанке.
С 2008 года — актёр Александринского театра.
В октябре 2008 года стал лауреатом Царскосельской художественной премии за яркое и новаторское воплощение образов мировой театральной классики.
В 2010 году на сцене Камерного театра Владимира Малыщицкого воплотил роль Зилова в пьесе Вампилова «Утиная охота»

## Признание и награды
- Лауреат Царскосельской художественной премии (2008)
- Лауреат Российской Национальной актёрской премии "Фигаро" (2021)
- Лауреат Премии Правительства Санкт Петербурга (2022)

## Творчество

### Роли в театре
- В Молодёжном театре на Фонтанке:

"Король и принц, или Правда о Гамлете" (Гамлет)
"Белая ночь" (роль - Степан)
"Дон Кихот" (роль - Дон Кихот)
- В театре "ПЭТ"(Петербургский экспериментальный театр):

"На дне жизни" (Барон)  
- В театре "Особняк":

"Эскориал" (Король)
- В СПбГАТИ:

"По ту сторону смысла" (Следователь)
"Уличенная ласточка" (Андрей)
- В театре "Комедианты":

"Страсти по-итальянски" (Антонио) 
"Кот в сапогах" (Кот)
"Ехала деревня мимо мужика" (Петух, Корова, Волк)
"Сирано де Бержерак" (Рагно)
"Сирано де Бержерак" (Сирано)
"Барская спесь, или Анютины глазки" (Нарцисс Матыльков)
- В Санкт-Петербургском  ТЮЗе им. А. А. Брянцева:

"Дульсинея Тобосская" (Санчо Панса)
"Ромео и Джульетта" (Меркуцио)
- В театре "Фарсы":

"Гамлет" (Могильщик)
"Село Степанчиково" (Пьер Обноскин)
"Фантазии, или шесть персонажей в ожидании ветра" (Парикмахер)
- В Александринском театре:

"Три сестры" (Тузенбах)
"Чайка" (роль - Тригорин)
"Человек = Человек" (Полли Бейкер)
"Гамлет" (Клавдий)
"Укрощение строптивой" (Транио)
- В театре "Приют комедианта":

"Москва-Петушки" (Ерофеев)
"Лулу" (Шварц)
"Подвенечная фата Пьеретты" (Пьеро)
"Не Hamlet" (роль - Гамлет)
"Pro Турандот" (роль - Альтоум)
- В Камерном театре Малыщицкого

"Утиная охота" (Зилов)
"Обыкновенное чудо" (Хозяин)

### Фильмография
- 1998 — Улицы разбитых фонарей — Мурманчанин
- 2000 — Рождественская мистерия — Мурашко
- 2000 — Убойная сила — Володя Серебряков
- 2000 — Тайны следствия — Корреспондент Скачков
- 2001 — Крот — Следователь
- 2002 — Русские страшилки — Врач
- 2003 — Мангуст — Призрак
- 2003 — Я все решу сама — Корреспондент
- 2004 — Потерявшие солнце — Потерпевший
- 2005 — Гадкие лебеди — Игорь
- 2005 — Лопухи — Эдуард
- 2005 — Нелегал — Корреспондент
- 2006 — Мечта — Дворник
- 2006 — Столыпин… Невыученные уроки — Следователь
- 2006 — Травести — Ерофеев
- 2006 — Туда, где живет счастье — Милиционер
- 2006 — Расплата — Стилист Гоша
- 2007 — Варварины свадьбы — Митя
- 2007 — Моя старшая сестра — Вадим
- 2008 — Кровь с молоком — Главбух
- 2008 — Двое из ларца — Художник
- 2008 — Брачный контракт — Артур Вейс
- 2008 — История зечки — Мишка
- 2009 — Часовщик — Часовщик
- 2009 — Шпильки — Гринько
- 2009 — Тульский-Токарев — Проблема
- 2009 — Клетка для кроликов — Башмаков
- 2009 — Смерть Вазир-Мухтара — Чаадаев
- 2011 — Катя
- 2011 — Небесный суд — Максим Леонидович Кулишенко, свидетель
- 2013 — Пепел — следователь НКВД
- 2015 — Невский — Толя, бомж-осведомитель
- 2015 — Дружина — разбойник Молява
- 2016 — Что и требовалось доказать — Михаил Ефимов, профессор психиатрии
- 2017 — Чужое лицо — Георгий Алексеевич Болтавин ("Жора Болт")
- 2017 — Вся наша надежда — следователь
- 2019 — Тень за спиной — Владимир Александрович, врач-психиатр
- 2022 — Алекс Лютый. Дело Шульца — Вольский, судмедэксперт